# Ray-Ban
Ray-Ban és una companyia Nord-americana manufacturera fabricadora d'ulleres de sol, fundada l'any 1937 per Bausch & Lomb, utilitzades per primera vegada pel Cos Aeri de l'Exèrcit dels Estats Units. En 1999 Bausch & Lomb va vendre la marca a la companyia italiana Luxottica.
El nom propi Ray-Ban significa «barrera contra els rajos» (ray banner), que en estar reduït a dues paraules curtes i cridaneres van establir tot un paradigma al voltant de la marca amb al llarg dels anys. Va ser escollit com a resultat més atractiu que Anti-Glare (‘anti-lluentor’).
Ray-Ban és considerat com el primer fabricant modern d'ulleres de sol i és responsable de la creació de dues de les ulleres de sol més imitades del món: Ray-Ban Aviator (ulleres d'aviador) i Ray-Ban Wayfarer. L'estil Aviator va ser creat el 1936; desenvolupat sobretot pels pilots, però també l'utilitzaven tots els militars. L'any 1937 ja van estar disponibles pel públic. Les Wayfarer han estat disponibles des de 1953 i s'han convertit en l'estil més venut de la història. Gràcies al cinema, les ulleres de sol com a accessori es van tornar àmpliament populars en la cultura occidental, principalment en la dècada dels seixanta.
Actualment, la companyia produeix una àmplia varietat de models amb diversos estils, que la converteixen en una de les marques més avantguardistes pel que fa a la vigència dels seus dissenys, i al mateix temps, li permet innovar en formes contemporànies que la mantenen al capdavant en un mercat cada vegada més exigent. Actualment és el patrocinador oficial de l'equip de Scuderia Ferrari de Fórmula 1.